# Parc Angrignon
Parc Angrignon är en park i Kanada.   Den ligger i provinsen Québec, i den sydöstra delen av landet, 160 km öster om huvudstaden Ottawa. Parc Angrignon ligger 21 meter över havet.
Terrängen runt Parc Angrignon är platt. Runt Parc Angrignon är det tätbefolkat, med 442 invånare per kvadratkilometer.. Närmaste större samhälle är Montréal, 7,4 km norr om Parc Angrignon. 
Runt Parc Angrignon är det i huvudsak tätbebyggt.